# Waren- und Dienstleistungsverzeichnis
Das Waren- und Dienstleistungsverzeichnis ist eine wichtige, unabdingbare Voraussetzung für die Eintragung einer Marke im Markenregister des Deutschen Patent- und Markenamts. Das ergibt sich aus § 32 Abs. 2 Nr. 3 Markengesetz (MarkenG), wonach eine Markenanmeldung (unter anderem) "ein Verzeichnis der Waren und Dienstleistungen" enthalten muss, "für die die Eintragung beantragt wird".

## Rechtsgrundlage
Rechtliche Grundlage für die Unabdingbarkeit eines Waren- und/oder Dienstleistungsverzeichnisses ist die durch § 3 Abs. 1 MarkenG an eine Marke gestellte funktionelle Anforderung der Unterscheidungskraft: "Als Marke können alle Zeichen...  geschützt werden, die geeignet sind, Waren oder Dienstleistungen eines Unternehmens von denjenigen anderer Unternehmen zu unterscheiden".

## Grundsätzliches
Bei den "Angaben zum Verzeichnis der Waren und Dienstleistungen" nach § 32 Abs. 2 Nr. 3 MarkenG, für die die Eintragung der Marke beantragt wird, handelt es sich um formelle Mindesterfordernisse der Anmeldung. Denn das Waren- und Dienstleistungsverzeichnis ist – neben anderen Mindesterfordernissen – gemäß § 33 Abs. 1 MarkenG in Verbindung mit (i. V. m.) § 32 Abs. 2 Nr. 3 MarkenG für die Bestimmung des Anmeldetags der betreffenden Marke maßgebend. Mängel des Waren- und Dienstleistungsverzeichnisses können, wenn sie nicht innerhalb einer vom DPMA gesetzten Frist beseitigt werden, eine Rücknahmefiktion bezüglich der Markenanmeldung zur Folge haben, § 36 Abs. 2 Satz 1 MarkenG i. V. m. den §§ 33 Abs. 1, 32 Abs. 2 Nr. 3 MarkenG.

## Die Voraussetzungen im Einzelnen

### Klassifizierbarkeit
Gemäß § 3 Abs. 1 Nr. 3 i. V. m. § 20 Abs. 1 Markenverordnung (MarkenV) sind "die Waren und Dienstleistungen... so zu bezeichnen, dass die Klassifizierung jeder einzelnen Ware oder Dienstleistung in eine Klasse der Klasseneinteilung nach § 19 Abs. 1" (MarkenV) "möglich ist". Nach § 19 Abs. 1 MarkenV richtet sich "die Klassifizierung der Waren und Dienstleistungen" nach der amtlichen "Klasseneinteilung von Waren und Dienstleistungen". "Ergänzend sollen die alphabetischen Listen der Waren und Dienstleistungen" (Anlagen 2 und 3 zur MarkenV) "zur Klassifizierung verwendet werden", § 19 Abs. 2 MarkenV.

### Verwendung der Bezeichnungen der Klasseneinteilung
Gemäß § 20 Abs. 2 MarkenV sollen "soweit möglich... die Bezeichnungen der Klasseneinteilung, falls diese nicht erläuterungsbedürftig sind, und die Begriffe der in § 19 Abs. 2" (MarkenV) "bezeichneten alphabetischen Listen verwendet werden. Im Übrigen sollen möglichst verkehrsübliche Begriffe verwendet werden".

### Angabe nach Klassen geordnet
"Die Waren und Dienstleistungen sind nach Klassen geordnet in der Reihenfolge der Klasseneinteilung anzugeben", § 20 Abs. 3 MarkenV.

### Bestimmtheitserfordernis
Da der Schutzumfang einer eingetragenen Marke durch ihr zugehöriges Waren- und Dienstleistungsverzeichnis bestimmt und abgegrenzt wird, ist es schon aus Gründen der Rechtssicherheit geboten, das Waren- und Dienstleistungsverzeichnis klar und eindeutig zu formulieren. Nur hierdurch ist eine Abgrenzung zu nicht beanspruchten Waren oder Dienstleistungen und damit zu anderen in ihrer Form identischen oder ähnlichen Marken möglich.

## Einschränkungen
Gemäß § 39 Abs. 1 MarkenG hat der Anmelder das Recht, jederzeit, also auch nachträglich, "das in der Anmeldung enthaltene Verzeichnis der Waren und Dienstleistungen einzuschränken". Das kann durch Streichung oder durch ausdrückliche Ausnahme bestimmter Waren oder Dienstleistungen (so genannter Disclaimer) erfolgen, etwa zu dem Zweck, absolute Schutzhindernisse, die einer Eintragung der Marke im Wege stehen, zu eliminieren. Eine nachträgliche Einschränkung des Waren- oder Dienstleistungsverzeichnisses bietet sich vornehmlich auch an, um im Falle von Markenkollisionen mit Wettbewerbern zu gütlichen Abgrenzungsvereinbarungen, z. B. im Wege einer Vorrechts- und Verpflichtungserklärung, zu gelangen.